# Итоговый турнир WTA 2007 — парный турнир
Дуэт Кара Блэк / Лизель Хубер — победительни турнира.
Прошлогодние чемпионки — американка Лиза Реймонд и австралийка Саманта Стосур — отобрались на соревнование, но защищать свой титул не приехали.

## Посев
| 1. Кара Блэк / Лизель Хубер (Титул) 2. Катарина Среботник / Ай Сугияма (Финал) | 1. Чжань Юнжань / Чжуан Цзяжун (Полуфинал) 2. Квета Пешке / Ренне Стаббс (Полуфинал) |

## Сетка

### Используемые сокращения
- Q (англ. qualifier, дословно — квалифицировавшийся) — победитель квалификационного турнира.
- WC (англ. wild card, уайлд-кард) — специальное приглашение от организаторов.
- LD (англ. last direct acceptance, последний прямой допуск) — игрок, находящийся последним в списке участников, попадающих напрямую в основную сетку.
- LL (англ. lucky loser, лаки-лузер) — игрок с наивысшим рейтингом из проигравших в финальном раунде квалификации, приглашённый в качестве замены поздно снявшегося игрока основной сетки.
- Rt (англ. retired, дословно — снявшийся) — отказ игрока от продолжения игры по ходу матча.
- W/O (англ. walkover, дословно — проход) — выигрыш на невыходе соперника на игру.
- SE (англ. special exempt) — специальный допуск. Используется для игроков, которые удачно сыграли на неделе, предшествовавшей турниру, и потому не могли участвовать в квалификации.
- SR (англ. special rating) — специальный рейтинг. Даётся игроку, получившему травму и выбывшему из тура не менее чем на 6 месяцев и до двух лет. В этом случае его рейтинг на время лечения травмы «замораживается» и затем после возвращения, он имеет право заявляться на несколько турниров (определяется регламентом тура), чтобы попадать на турниры своего уровня.
- PR (англ. protected ranking, дословно — защищённый рейтинг). Используется для допуска в турнир игроков, пропустивших долгое время из-за травмы и опустившихся в рейтинге.
- ALT (англ. alternate) — альтернативный игрок в сетке (замена кого-то из поздно снявшихся с турнира).
- S (англ. suspended, дословно — отложен) — матч приостановлен из-за дождя или темноты.
- D (англ. defaulted) — один из спортсменов снят с турнира за неспортивное поведение.

### Финальные раунды
|  | Полуфиналы | Полуфиналы                    | Полуфиналы                    | Полуфиналы                    | Полуфиналы                    | Полуфиналы                    | Полуфиналы                    | Полуфиналы | Полуфиналы | Полуфиналы |   |                        | Финал                  | Финал                         | Финал                         | Финал                         | Финал                         | Финал                         | Финал                         | Финал | Финал | Финал |
|  |            |                               |                               |                               |                               |                               |                               |            |            |            |   |                        |                        |                               |                               |                               |                               |                               |                               |       |       |       |
|  | 1          | Кара Блэк Лизель Хубер        | Кара Блэк Лизель Хубер        | Кара Блэк Лизель Хубер        | Кара Блэк Лизель Хубер        | Кара Блэк Лизель Хубер        | Кара Блэк Лизель Хубер        | 7          | 4          | [10]       |   |                        |                        |                               |                               |                               |                               |                               |                               |       |       |       |
|  | 1          | Кара Блэк Лизель Хубер        | Кара Блэк Лизель Хубер        | Кара Блэк Лизель Хубер        | Кара Блэк Лизель Хубер        | Кара Блэк Лизель Хубер        | Кара Блэк Лизель Хубер        | 7          | 4          | [10]       |   |                        |                        |                               |                               |                               |                               |                               |                               |       |       |       |
|  | 4          | Квета Пешке Ренне Стаббс      | Квета Пешке Ренне Стаббс      | Квета Пешке Ренне Стаббс      | Квета Пешке Ренне Стаббс      | Квета Пешке Ренне Стаббс      | Квета Пешке Ренне Стаббс      | 63         | 6          | [6]        |   |                        |                        |                               |                               |                               |                               |                               |                               |       |       |       |
|  |            |                               |                               |                               |                               |                               |                               |            |            |            | 1 | Кара Блэк Лизель Хубер | Кара Блэк Лизель Хубер | Кара Блэк Лизель Хубер        | Кара Блэк Лизель Хубер        | Кара Блэк Лизель Хубер        | Кара Блэк Лизель Хубер        | 5                             | 6                             | [10]  |       |       |
|  |            |                               |                               |                               |                               |                               |                               |            |            |            | 1 | Кара Блэк Лизель Хубер | Кара Блэк Лизель Хубер | Кара Блэк Лизель Хубер        | Кара Блэк Лизель Хубер        | Кара Блэк Лизель Хубер        | Кара Блэк Лизель Хубер        | 5                             | 6                             | [10]  |       |       |
|  |            |                               |                               |                               |                               |                               |                               |            |            |            |   |                        | 2                      | Катарина Среботник Ай Сугияма | Катарина Среботник Ай Сугияма | Катарина Среботник Ай Сугияма | Катарина Среботник Ай Сугияма | Катарина Среботник Ай Сугияма | Катарина Среботник Ай Сугияма | 7     | 3     | [8]   |
|  | 3          | Чжань Юнжань Чжуан Цзяжун     | Чжань Юнжань Чжуан Цзяжун     | Чжань Юнжань Чжуан Цзяжун     | Чжань Юнжань Чжуан Цзяжун     | Чжань Юнжань Чжуан Цзяжун     | Чжань Юнжань Чжуан Цзяжун     | 2          | 2          |            |   |                        | 2                      | Катарина Среботник Ай Сугияма | Катарина Среботник Ай Сугияма | Катарина Среботник Ай Сугияма | Катарина Среботник Ай Сугияма | Катарина Среботник Ай Сугияма | Катарина Среботник Ай Сугияма | 7     | 3     | [8]   |
|  | 3          | Чжань Юнжань Чжуан Цзяжун     | Чжань Юнжань Чжуан Цзяжун     | Чжань Юнжань Чжуан Цзяжун     | Чжань Юнжань Чжуан Цзяжун     | Чжань Юнжань Чжуан Цзяжун     | Чжань Юнжань Чжуан Цзяжун     | 2          | 2          |            |   |                        |                        |                               |                               |                               |                               |                               |                               |       |       |       |
|  | 2          | Катарина Среботник Ай Сугияма | Катарина Среботник Ай Сугияма | Катарина Среботник Ай Сугияма | Катарина Среботник Ай Сугияма | Катарина Среботник Ай Сугияма | Катарина Среботник Ай Сугияма | 6          | 6          |            |   |                        |                        |                               |                               |                               |                               |                               |                               |       |       |       |
|  | 2          | Катарина Среботник Ай Сугияма | Катарина Среботник Ай Сугияма | Катарина Среботник Ай Сугияма | Катарина Среботник Ай Сугияма | Катарина Среботник Ай Сугияма | Катарина Среботник Ай Сугияма | 6          | 6          |            |   |                        |                        |                               |                               |                               |                               |                               |                               |       |       |       |
|  |            |                               |                               |                               |                               |                               |                               |            |            |            |   |                        |                        |                               |                               |                               |                               |                               |                               |       |       |       |